# Mirella Almeida
Mirella Fernanda Bezerra de Almeida (Recife, 21 de fevereiro de 1994) é uma administradora e política brasileira, atual prefeita de Olinda.
Nas eleições municipais de 2024, Mirella Almeida foi eleita prefeita de Olinda 111 613 votos (51,38% dos votos válidos). Tomou posse do cargo em 1 de janeiro de 2025, tornando-se a pessoa mais jovem a ocupar o cargo.